# Sarp (Hautes-Pyrénées)
Sarp ist eine französische Gemeinde mit 106 Einwohnern (Stand 1. Januar 2022) im Département Hautes-Pyrénées in der Region Okzitanien. Sie gehört zum Kanton La Vallée de la Barousse und zum Kommunalverband Neste Barousse.

## Geografie
Sarp liegt auf einer mittleren Höhe von 478 Metern in der Barousse, einer landschaftlichen Region, die etwa dem Tal des Flusses Ourse entspricht, in den nördlichen Pyrenäen, 95 Kilometer südwestlich von Toulouse, 16 Kilometer südwestlich von Saint-Gaudens und etwa sieben Kilometer nordöstlich vom Kantonshauptort Mauléon-Barousse, zwischen den Nachbargemeinden Aveux im Südwesten und Saint-Bertrand-de-Comminges im Norden.

## Geschichte
Der Ortsname ist aus einem Wort der gaskognischen Sprache entstanden, das Serpe (Sichel) bedeutet. Die Bewohner werden in gaskognischer Sprache auch Baoudanayrés genannt oder Baudonaires in Französischer Sprache, was so viel bedeutet wie „Kuttelnesser“. Schutzpatron der Pfarrei des Ortes ist der Heilige Germier de Toulouse (7. Jahrhundert). Die Seigneurs von Binos und Sarp errichteten im 18. Jahrhundert ein Herrenhaus vor Ort.
1793 erhielt Sarp im Zuge der Französischen Revolution (1789–1799) den Status einer Gemeinde und 1801 als Sarpt das Recht auf kommunale Selbstverwaltung.
| Jahr      | 1793 | 1851 | 1891 | 1926 | 1968 | 1982 | 1999 | 2007 |
| --------- | ---- | ---- | ---- | ---- | ---- | ---- | ---- | ---- |
| Einwohner | 185  | 280  | 180  | 102  | 74   | 76   | 104  | 107  |

Am meisten Einwohner hatte die Gemeinde 1851 (280) und am wenigsten 1968 (74).

## Wirtschaft
Haupterwerbszweige der Baudonaires sind Holzwirtschaft, Ackerbau und die Zucht von Hausrindern und Hausschafen.